# Канцеларија за сарадњу са медијима
Канцеларија за сарадњу са медијима је служба Владе Републике Србије која се стара о јавности рада Владе и њеног председника. Седиште канцеларије се налази у Немањиној улици бр. 11 у Београду.

## Оснивање и надлежност
Уређење и делокруг рада Канцеларије за сарадњу са медијима прописани су Уредбом о оснивању Канцеларије за сарадњу с медијима.
Канцеларија обавештава јавност о раду Владе, министарстава, посебних организација и служби Владе, стара се о интерном информисању, издаје јавне и интерне публикације, бави се другим облицима комуникације и обавља остале послове из области сарадње с медијима које јој повери Влада.
Канцеларија информише јавност о одлукама усвојеним на седницама Владе путем саопштења, организацијом редовних конференција за новинаре, објављивањем донетих докумената на званичном сајту Владе Србије, као и обављањем свих других послова који се односе на сарадњу са представницима медија.

## Организациона структура
Радом Канцеларије за сарадњу с медијима руководи директор. Директор Канцеларије је за свој рад одговоран Влади и председнику Владе.Директор Канцеларије има заменика. Заменик директора Канцеларије помаже директору Канцеларије у оквиру овлашћења која му он одреди и замењује га када је одсутан, или спречен. За свој рад заменик директора одговара директору Канцеларије.
Правилником о унутрашњем уређењу и систематизацији радних места, за обављање послова из делокруга Канцеларије утврђена су 23 радна места државних службеника и намештеника, на којима је систематизовано укупно 25 извршилаца.

## Унутрашње јединице
- Прес служба
- Одељење за интернет
- Група за правне, кадровске и финансијско-материјалне послове

Одређене послове из делокруга Канцеларије обављају самостални извршиоци изван свих унутрашњих јединица.